# 奈迈什圣安德拉什
奈迈什圣安德拉什（匈牙利語：Nemesszentandrás）是匈牙利佐洛州所辖的一个村，总面积5.47平方公里，总人口290，人口密度53.0人/平方公里（2010年1月1日）。